# Biển Bothnia

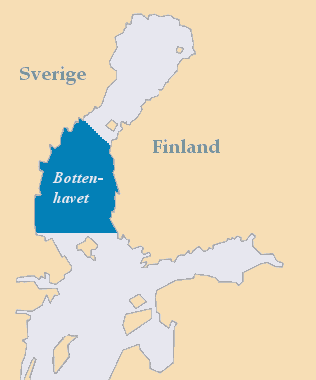
Biển Bothnia (màu xanh đậm)

Biển Bothnia (tiếng Thụy Điển: Bottenhavet, tiếng Phần Lan: Selkämeri) kết nối vịnh Bothnia với biển Baltic. Kvarken nằm ở giữa. Cùng với nhau, biển và vũng Bothnia tạo thành một thực thể địa lý lớn hơn là vịnh Bothnia. Vịnh Bothnia nằm giữa Thụy Điển ở phía Tây và Phần Lan về phía Đông, phía nam là biển Åland và Biển Quần Đảo. Diện tích bề mặt của biển Bothnia là khoảng 79.000 km². Các đô thị ven biển lớn nhất, từ nam đến bắc là Rauma và Pori ở Phần Lan, Gävle và Sundsvall ở Thụy Điển. Umeå (Thụy Điển) và Vaasa (Phần Lan) nằm ở phía cực bắc, gần vũng Bothnia.